# Wärmeleitpaste

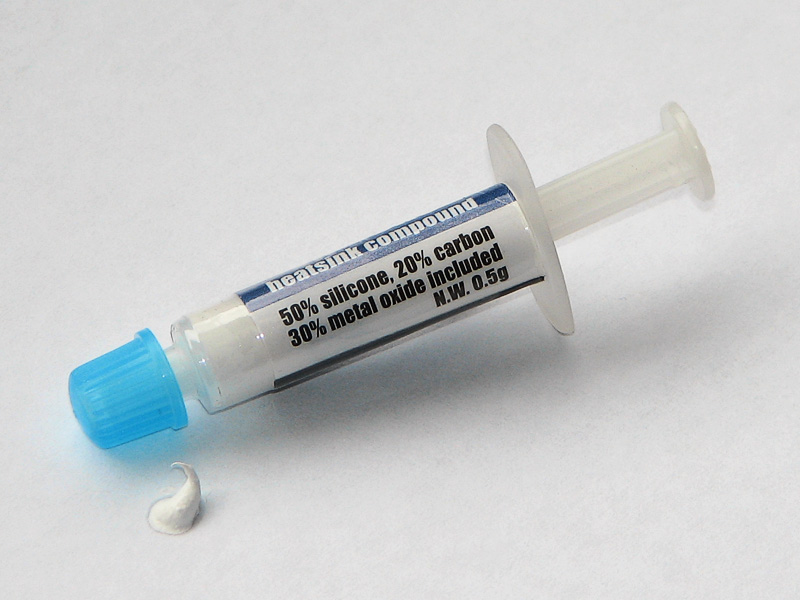
Handelsübliche Wärmeleitpaste

Wärmeleitpaste ist eine Paste zur Verbesserung der Wärmeübertragung zwischen zwei Kontaktflächen, z. B. der Kühlfläche/dem Gehäuse eines Integrierten Schaltkreises und einem Kühlkörper.

## Wirkungsweise
Die Montageflächen von Kühlkörpern sowie von Bauteilen, von denen Wärme abgeführt wird, haben stets Abweichungen von einer idealen Planarität. Wärmeleitpasten gleichen diese Unebenheiten aus bzw. füllen sie und ermöglichen somit eine bessere Wärmeübertragung. Die Paste soll dabei die Hohlräume vollständig ausfüllen, jedoch den ursprünglichen Abstand zwischen den Bauteilen nicht vergrößern. Wärmeleitpasten sind im Gegensatz zu Wärmeleitpads nicht dafür gedacht oder geeignet, größere Abstände zwischen Wärmequelle und Kühlkörper zu überbrücken. Wärmeleitpasten müssen einerseits niedrigviskos sein, um alle Hohlräume und tatsächlich nur diese zu füllen, andererseits darf die Paste bei Wärme oder über die Zeit nicht herausgepresst werden oder anderweitig verlustig gehen. Besonders eine niedrige Viskosität führt zum Pump-Out Effekt, bei dem die Wärmeleitpaste über längere Zeit durch das unterschiedliche Wärmeausdehnungsverhalten der Kontaktflächen herausgedrückt bzw. „gepumpt“ wird.

## Zusammensetzung

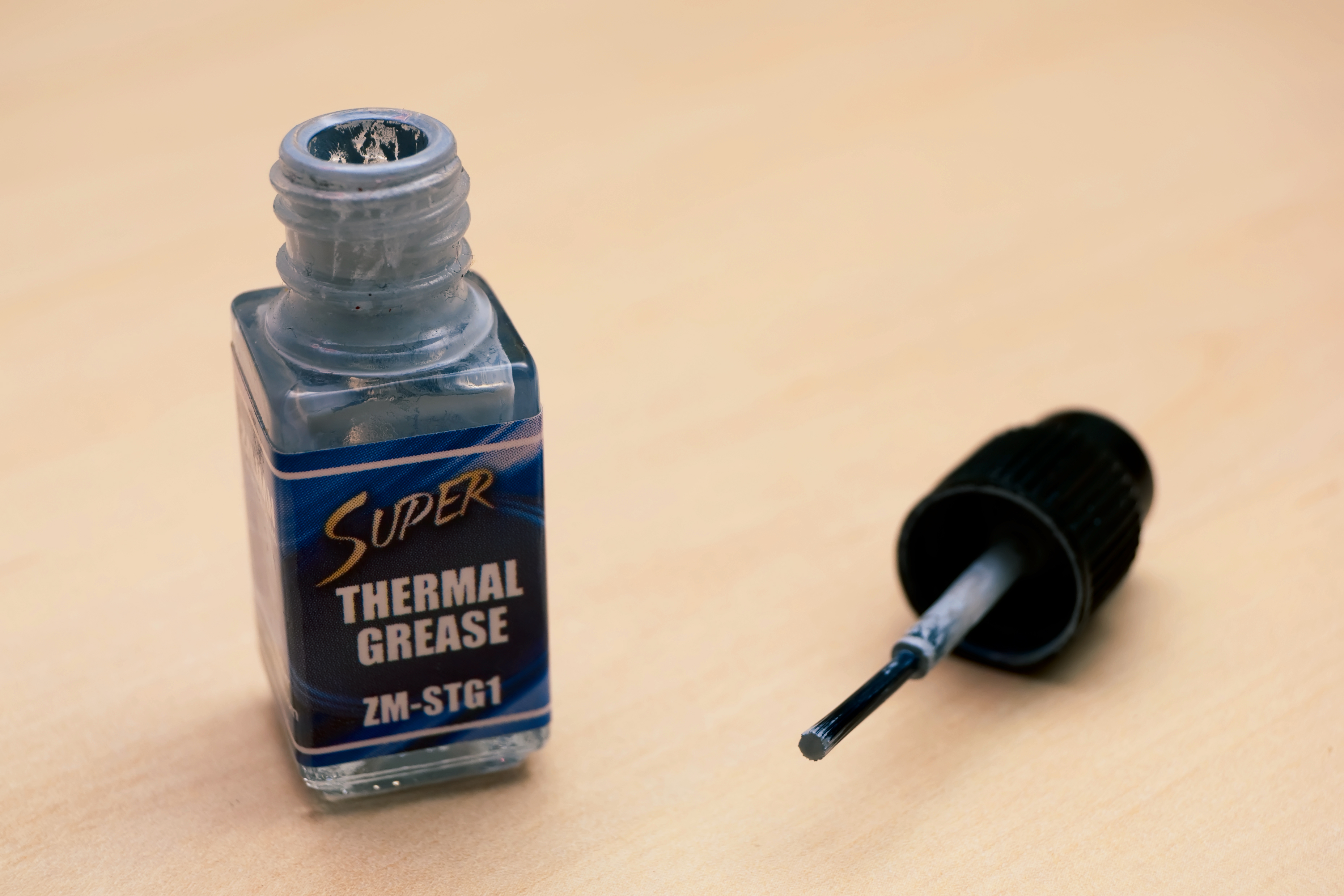
Fläschchen mit Wärmeleitpaste und Pinsel zum Auftragen

Die genaue Zusammensetzung von Wärmeleitpasten ist stark abhängig vom Anwendungsfall und dem Betriebstemperaturbereich. Fast alle gängigen Wärmeleitpasten sind Dispersionen eines Wärmeleitmediums (i. d. R. ein Metallpulver oder eine Oxidkeramik) in einem flüssigen Träger, meistens Silikonöl oder Polyethylenglykol (PEG).
Selbst Pasten ohne spezielle Zusammensetzung haben eine wesentliche Verringerung des Wärmedurchgangswiderstands zur Folge, weil die Wärmeleitfähigkeit i. d. R. deutlich höher ist als jene von Luft. Selbst ungefüllte Pasten (d. h. solche ohne disperse Pulverbestandteile) sind dazu in der Lage, den Wärmeübergang auf das vier- bis zwölffache gegenüber unbehandelten Oberflächen zu verbessern. Es wurde festgestellt, dass eine hohe Wärmeleitfähigkeit der Paste zwar nützlich, aber nicht allein ausschlaggebend für die Wirksamkeit ist. Demnach können Pasten mit dispersen festen Inhaltsstoffen den Wärmeübergang noch einmal erheblich verbessern, jedoch nur, wenn sie so appliziert werden können, dass sie alle Hohlräume füllen ohne aufzutragen. Daher werden der Applizierbarkeit der Paste und ihrem Fließvermögen eine hohe Bedeutung beigemessen.
In Wärmeleitpasten für Mikroelektronik werden als Wärmeleitmedium häufig Aluminium oder Aluminiumoxid eingesetzt, diese sind vergleichsweise niederviskos und an einer typisch metallisch grauen Färbung zu erkennen. Wärmeleitpasten für Leistungselektronik ist meist hochviskos und auf Basis von Zinkoxid (weiße Färbung) hergestellt. Auch mit Aluminium-, Kupfer-, Graphit- und Silberpartikeln gefüllte Pasten sind erhältlich. Die Wärmeleitfähigkeit bzw. die Art des Füllstoffes hat neben den Fließeigenschaften einen großen Einfluss auf die tatsächlich erreichte Verringerung des Wärmedurchgangswiderstandes. So wurde in Modellversuchen festgestellt, dass eine Paste auf Silikonbasis (3…4·104 W·m−2·K−1) durch Beigabe von Zinkoxid-Pulver etwa einen dreifach höheren Wärmedurchgangskoeffizienten ermöglicht. Eine silikonfreie Paste auf der Basis von Polyethylenglykol (ca. 11·104 W·m−2·K−1) verbesserte sich durch die Zugabe von lediglich 1,25 % Ruß auf fast 30·104 W·m−2·K−1.

### Flüssigmetall
Wärmeleitpasten aus Flüssigmetall sind Legierungen mit vergleichsweise niedrigem Schmelzpunkt aus Gallium, Indium, Rhodium, Silber, Zink und Zinn,. Sie leiten die Wärme erheblich besser als konventionelle Pasten, sind allerdings deutlich schwieriger in der Handhabung. Übliche Werte der Wärmeleitfähigkeit liegen im Bereich von 40 W/(m·K) bis 80 W/(m·K). Eine Verwendung auf Aluminiumkühlkörpern ist bei Flüssigmetall auf Galliumbasis nicht möglich, da es durch Bildung eines Lokalelements mit dem Aluminium zur Beseitigung der Oxidschicht kommt, die das unedle Aluminium schützt, was in Verbindung mit der stets vorhandenen Luftfeuchtigkeit zur Entstehung des entsprechenden Hydroxids führt.

## Wärmeleitfähigkeit
Handelsübliche Wärmeleitpasten werden mit einer Wärmeleitfähigkeit von 0,8 W/(m·K) bis über 10 W/(m·K) angegeben (Zum Vergleich: Kupfer hat eine Wärmeleitfähigkeit von ca. 380 W/(m·K), Luft ca. 0,024 W/(m·K)). Häufig ist die angegebene Wärmeleitfähigkeit jedoch ohne unabhängige Tests nicht untereinander vergleichbar, weil hierfür keinen industrieweiten Standardtests existieren. Selbst Werte, die unter denselben physikalischen Laborbedingungen mit einer Maßbezugstemperatur von 20 °C ermittelten worden sind, können nicht sinnvoll für einen Vergleich herangezogen werden. Der Grund ist die sich verändernde Wärmeleitfähigkeit mit zunehmender Temperatur. Besonders bei integrierten Schaltungen liegt die Betriebstemperatur in einem nicht näher definierten Bereich zwischen der Umgebungstemperatur und der Sperrschichttemperatur ({\displaystyle T_{J}}). Abhängig von der Art der Schaltung fällt die mittlere Betriebstemperatur gänzlich unterschiedlich aus und liegt üblicherweise bei 40 bis 60 °C.

## Einsatzbereiche

### Mikroelektronik
Bei modernen, hochintegrierten Schaltungen wie z. B. CPUs oder GPUs hat der Kühlkörper entweder direkten Kontakt zum Integrierten Schaltkreis oder zu einem Heatspreader. Die mikroskopischen Zwischenräume werden durch Wärmeleitpasten gefüllt. Nachdem die Wärmestromdichte bei modernen, hochintegrierten ICs enorm groß ist (z. B. ca. 20,7 MW/m² bei einem Core i9-12900K) , werden hier höchste Anforderungen an die Wärmeleitpasten gestellt.

### Leistungselektronik
Der Wärmeableitung dienende Metallflansche von Leistungshalbleitern sind oft herstellungsbedingt (Stanzen) uneben. Hier werden die Zwischenräume vor Verschraubung mit Wärmeleitpaste gefüllt.

### Motorenbau
Wärmeleitpasten finden auch Anwendung im Motorenbau: Beispiel ist der Dreizylinder-Zweitakt-Sternmotor von König. Er wird überwiegend bei Leichtflugzeugen eingesetzt und hat einen zum Zylinderkopf hin geschlossenen Brennraum. Der Zylinderkopf dient somit nicht wie üblich zum Abdichten, sondern lediglich zum Kühlen. Er hat zum Zylinder hin nur eine Kühlfläche. Zur besseren Ableitung der am Zylinderboden entstehenden Verbrennungswärme ist es bei dieser außergewöhnlichen Zylinderform unbedingt notwendig, zwischen Zylinderboden und Zylinder(kühl)kopf Wärmeleitpaste zu verwenden.

### Heiz- und Kühlgeräte
Bei Peltier-Kühlgeräten wird Wärmeleitpaste zwischen dem Peltierelement und den Wärmeüberträgern verwendet. Im Sanitärbereich und Heizungsbau kommt Wärmeleitpaste beispielsweise zur besseren Wärmeübertragung auf Thermostate oder Sensoren zum Einsatz. Ein weiterer Verwendungszweck sind Einfriergeräte, welche Rohrleitungen über Kühlleitungen an einem bestimmten Punkt einfrieren können, um z. B. Wartungs- oder Installationsarbeiten ohne Netzentleerung oder -Stillstand durchführen zu können. Hier wird die Wärmeleitpaste auf die Verbindungsstelle am Rohr aufgebracht, um die  Wärmeübertragung zu fördern. Auch im Hotend eines FDM-3D-Druckers wird die Wärmeübertragung zwischen dem Heizelement und der Düse des Extruders bzw. dem Zuführrohr (Heatbreak) und dessen Kühlkörper mittels Wärmeleitpaste verbessert.

## Auftragen von Wärmeleitpasten

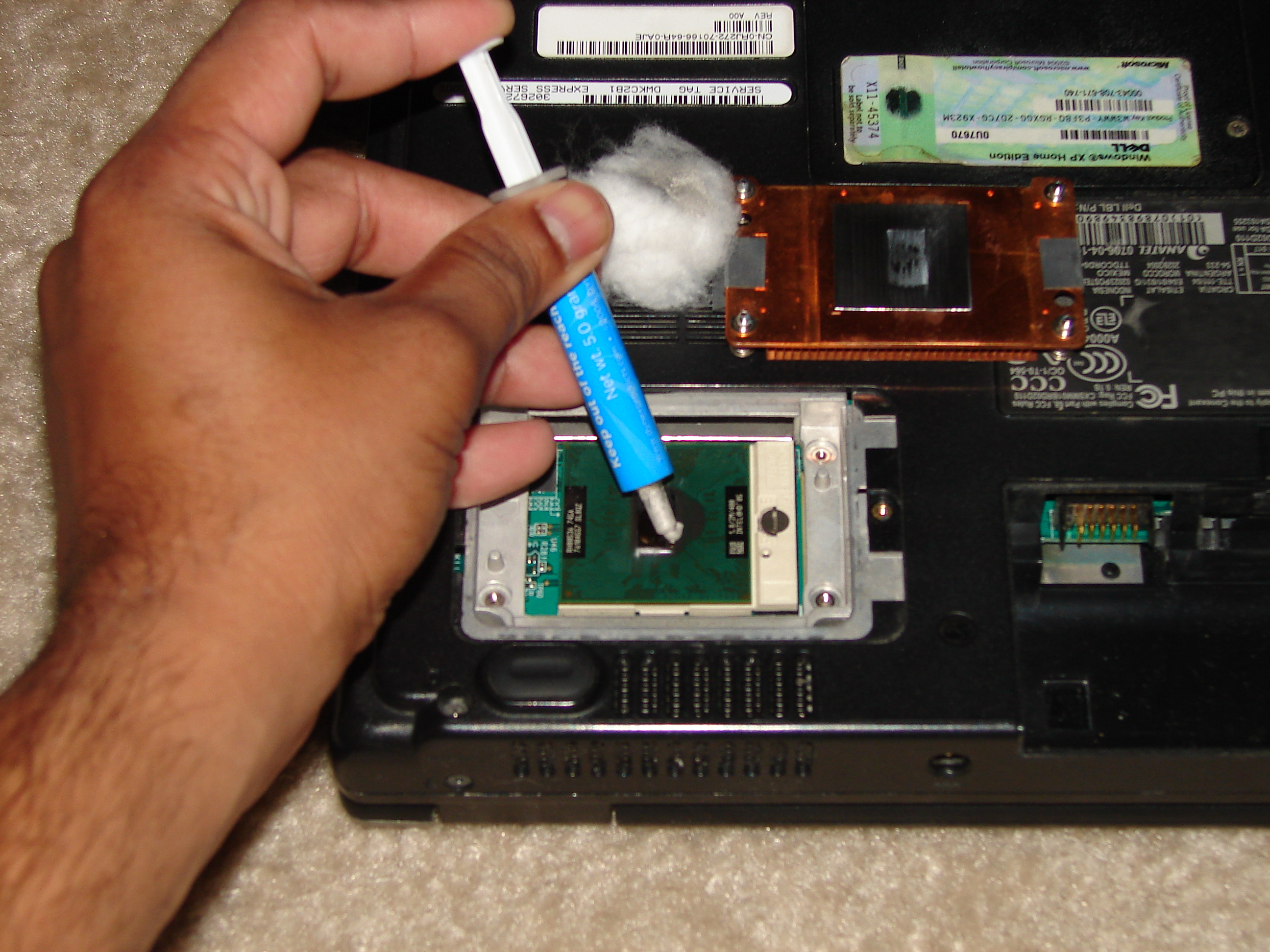
Aufbringen der Wärmeleitpaste auf einen Mikroprozessor (Pentium M)

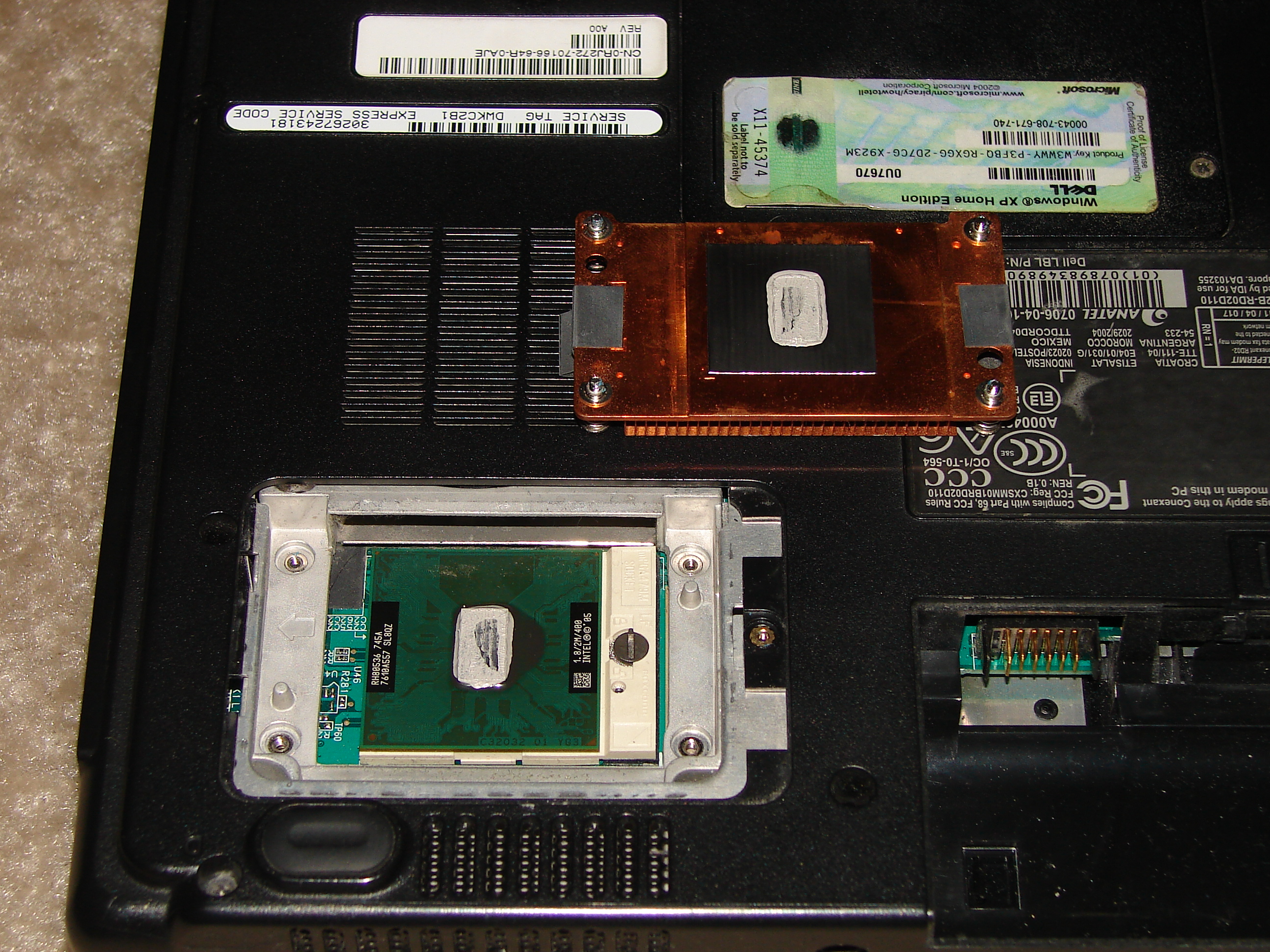
Auf einen Mikroprozessor aufgebrachte Wärmeleitpaste

Unabhängig der Anwendung empfiehlt es sich im ersten Schritt Verunreinigungen bzw. alte Wärmeleitpaste-Reste mechanisch durch Abwischen zu entfernen. Danach werden die Kontaktflächen i. d. R. mit Isopropanol gereinigt.
Bei Mikroelektronik wird anschließend die Wärmeleitpaste i. d. R. ausschließlich auf den Die oder Heatspreader oder die Kontaktfläche des Kühlkörpers aufgebracht – besonders größeren Kontaktflächen oder Leistungshalbleitern, wird die Wärmeleitpaste mit einem geeigneten Werkzeug (z. B. einem weichen Kunststoffspatel) verteilt oder flächig verstrichen. Haben die Kontaktflächen größere Unebenheiten, kann ein Auftrag auf beide Kontaktflächen erforderlich sein.
Folgend wird der Kühlkörper aufgesetzt und manuell gleichmäßig angedrückt, um die Wärmeleitpaste grob zu verteilen. Nun wird der jeweilige Haltemechanismus genutzt (z. B. Klammern, Federn oder Verschraubungen) um den Kühlkörper mit einem ggf. definierten Anpressdruck in eine annähernd komplanare Position mit dem zu kühlenden Bauteil zu bringen. Auch wenn hier unter Umständen nicht sofort die vollständige Kontaktfläche mit Wärmeleitpaste benetzt wird, sorgen in weiterer Folge mehrere Temperaturzyklen der beteiligten Bauelemente für eine gleichmäßige und hinreichende Verteilung.
Besonders im Kontext von CPUs und GPUs gibt es in einschlägigen Communities immer wieder teils hitzige Diskussionen über das „beste“ bzw. das „einzig richtige“ Auftragen von Wärmeleitpaste. In diesen Diskussionen werden teils rituell anmutende Prozesse oder Verteilungsmuster beschrieben. Beliebte Muster sind die „Erbse“ (ein einzelner erbsengroßer Punkt in der Mitte), der „gebutterte Toast“ (manuell vollflächig verstrichen), mehrere Punkte, Kreuze oder Linien (in jeweils verschiedenen Mustern oder Kombinationen). Zwischen den einzelnen Methoden gibt es keine signifikanten Unterschiede, sofern eine ausreichende Menge an geeigneter Wärmeleitpaste aufgebracht wurde. Im Zweifel wird jedoch – besonders bei hochviskosen Wärmeleitpasten – empfohlen, die Wärmeleitpaste zuvor zu verstreichen. Besonders die Erbsen-Methode kann dazu führen, dass nicht ausreichend Wärmeleitpaste aufgetragen wird und so die Kontaktflächen nicht vollständig benetzt werden können.
Ein Auftrag von zu viel Wärmeleitpaste ist grundsätzlich leistungstechnisch nicht negativ zu beurteilen. Die überschüssige Paste wird einfach zwischen den Elementen herausgedrückt. Nebst entsprechender Verschmutzung umliegender Komponenten kann der Überschuss jedoch besonders bei elektrisch leitender Wärmeleitpaste zu Kurzschlüssen bei den umliegenden Bauteilen führen.

## Alternativen zur Wärmeleitpaste
Neben Wärmeleitpasten können je nach Anwendungsfall auch andere Wärmeleitmedien zum Abtransport eingesetzt werden. Hierzu zählen vor allem Wärmeleitkleber, Wärmeleitpads oder Lötverbindungen.